# Rhanidophora piguerator
Rhanidophora piguerator är en fjärilsart som beskrevs av George Francis Hampson 1926. Rhanidophora piguerator ingår i släktet Rhanidophora och familjen nattflyn. Inga underarter finns listade.